# Muk Kang
Muk Kang (* 20. Juli 1979 in Berlin) ist ein ehemaliger südkoreanischer Footballspieler.

## Laufbahn
Kang, der in Berlin-Tempelhof heranwuchs, übte als Jugendlicher die Kampfsportart Taekwondo aus, spielte Fußball und begann Football im Nachwuchsbereich der Berlin Bears. Er schafften den Sprung in die Jugendauswahl Berlins sowie in eine Europaauswahl, die in den Vereinigten Staaten gegen die Mannschaft Mexikos antrat. Mit den Herren der Berlin Adler trat er in der höchsten deutschen Spielklasse, der GFL, an, während er gleichzeitig eine Lehre zum Gas- und Wasserinstallateur durchlief.
Zur Saison 2004 wechselte der 1,83 Meter große, in der Verteidigung eingesetzte Spieler gemeinsam mit weiteren Adlern innerhalb der GFL zu den Dresden Monarchs. 2006 nahm Kang ein Angebot der Braunschweig Lions an. Für die Niedersachsen spielte er bis zum Ende der Saison 2012 und kam dort zeitweilig auch im Angriff als Wide Receiver zum Einsatz. Mit Braunschweig wurde er 2006, 2007 und 2008 deutscher Meister.
2013 ging er aus beruflichen Gründen nach Süddeutschland und schloss sich den Ingolstadt Dukes an, mit denen er 2014 Meister der Regionalliga Süd wurde.